# Mobília em Casa - Móveis Coloniais de Acaju e a Cidade
Mobília em Casa - Móveis Coloniais de Acaju e a Cidade é um filme brasileiro de 2014 dirigido e roteirizado por José Eduardo Belmonte. O filme foi realizado com patrocínio do Fundo de Apoio à Cultura do Distrito Federal (FAC-DF), pelas produtoras brasileiras PáVirada Filmes, Film Noise e Estúdio Dreher e co-produzido pelo Canal Brasil. 
No documentário musical, a banda Móveis Coloniais de Acaju toca músicas do seu terceiro álbum (De lá até aqui) em cidades do Distrito Federal. Com narração do próprio diretor José Eduardo Belmonte, o filme fala "sobre encontro, reconhecimento e pertencimento. Filmado em 10 cidades satélites do Distrito Federal".

## Enredo
Um cineasta candango e uma banda brasiliense.
Em comum, a necessidade de falar de Brasília e a consciência de que nunca foi tão importante amar essa cidade.

## Elenco
O elenco de Mobília em Casa traz a banda Móveis Coloniais de Acaju em performances ao vivo e entrevistas, além da narração do diretor José Eduardo Belmonte e depoimentos de personalidades locais como o cineasta Adirley Queirós.